# Дженадрия
«Дженадрия» — это двух-трёхнедельный культурный и фольклорный фестиваль в Саудовской Аравии. Он проходит каждый год с 1985 года в феврале—марте или середине апреля в местечке аль-Тамама, примерно в 45 километрах к северу от столицы Эр-Рияда. Он регулярно привлекает по меньшей мере один миллион посетителей, в 2013 году его число составляло 6 миллионов.
Часть фестиваля, организованного Национальной гвардией, включает в себя соревнования по скачкам на верблюдах и лошадях, представление фольклорных танцев, музыкальные и театральные представления, ярмарку декоративно-прикладного искусства, книжную ярмарку и представление достижений экономики Саудовской Аравии. Регионы Саудовской Аравии демонстрируют свои традиции и продукты на отдельных участках обширной территории. Правительство и государственные организации также используют рамки крупного мероприятия для своей самопрезентации.
В 2015 году проведение фестиваля было отменено из-за смерти короля Абдаллы. Из-за массовых казней в Саудовской Аравии в начале 2016 года участие в качестве гостя ФРГ и министра иностранных дел в фестивале встретило критику в Германии.